# Jorge Bom Jesus
Jorge Lopes Bom Jesus (Água Grande, 26 de julho de 1962) é um acadêmico, linguista e político santomense, membro do Movimento de Libertação de São Tomé e Príncipe – Partido Social Democrata (MLSTP-PSD). Também é conhecido pela sigla JBJ.
Líder da oposição brevemente entre julho e novembro de 2018, tornou-se primeiro-ministro do seu país em 3 de dezembro do mesmo ano.

## Biografia
Jorge Lopes Bom Jesus nasceu a 26 de julho de 1962, em Conceição, distrito de Água Grande, em São Tomé e Príncipe.
Na juventude rumou para a Europa onde formou-se em literatura francesa e portuguesa, com mestrado em língua portuguesa e especialização em literatura africana pela Universidade de Toulouse, na França.
Na Faculdade de Letras da Universidade do Porto concluiu as especializações em pedagogia do francês como língua estrangeira e pedagogia da língua portuguesa. Ainda possui PhD em administração pública pela Universidade de São Tomé e Príncipe.
Sua carreira profissional inclui os cargos de assessor do Ministro da Cultura e Informação, Diretor Geral de Educação e Treinamento, Secretário Geral da Comissão Nacional para a UNESCO, Diretor de Planejamento e Inovação Educacional, diretor da Biblioteca Nacional de São Tomé e Príncipe, Diretor da Escola de Formação de Professores e Educadores (EFOPE; atual Instituto Superior de Educação e Comunicação da Universidade de São Tomé e Príncipe), Presidente da Aliança Francesa e vários anos como professor.
Entre 2008 e 2010, sob o governo de Rafael Branco, foi Ministro da Educação e Cultura e de 2012 a 2014 atuou como Ministro da Educação, Cultura e Ciência no governo de Gabriel Costa.
Membro da Comissão Política do MLSTP-PSD desde de 2006, Jorge Bom Jesus foi eleito vice-presidente do partido em 2011, quando Aurélio Martins era presidente. Com as denúncias de que Aurélio Martins estava aproximando-se da Acção Democrática Independente (ADI), o partido rival do MLSTP-PSD, foi convocado um Congresso-Geral em 2018, no qual foi eleito, por unanimidade, como presidente do partido. Como militante e membro da liderança do Movimento de Libertação de São Tomé e Príncipe – Partido Social Democrata, manteve sempre uma posição discreta e conciliatória.
Considerado tímido durante a campanha eleitoral, Jorge Bom Jesus surpreendeu, conseguindo colocar o MLSTP-PSD no centro da disputa, a tal ponto que muitos consideraram que a vitória do partido se deveu principalmente a sua liderança. Seu partido saiu como o segundo maior da disputa eleitoral.

### Como primeiro-ministro
Mesmo estando em segundo no número de cadeiras no legislativo nacional, o MLSTP-PSD, assim como os demais partidos que elegeram representantes, ameaçou derrubar qualquer governo da ADI. Com o impasse, o MLSTP-PSD iniciou negociações com as forças partidárias MDFM-PL, PCD-GR e UDD para formar um novo governo. Como tal coalizão nunca havia ocorrido antes, foi nomeada de "geringonça santomense", em alusão à geringonça portuguesa construída por António Costa.
Foi nomeado primeiro-ministro em 30 de novembro de 2018 por decreto do Presidente Evaristo Carvalho, tomando posse em 3 de dezembro de 2018. Durante sua posse, ele declarou que uma de suas principais lutas é a luta contra a corrupção.
Após ser eleito, ele retomou uma das características de seus comícios, o de falar em crioulo-forro, em seu discurso de posse - a primeira vez que um chefe de governo o fez.
Durante seu mandato foi criada a Academia São-Tomense de Letras, tornando-se membro da instituição uma vez que é importante pesquisador linguista e escritor.

## Vida pessoal
Mantém matrimônio com Clara Ferreira Bom Jesus, com quem tem cinco filhos.